# Паши, Ибраим Куртумерович
Ибраим Куртумерович Паши (крымскотат. İbraim Qurtümer oğlu Paşi, Ибраим Къуртумер огълу Паши, род. 20 ноября 1918 года, с. Туак, Алуштинский район, СССР — 2008 год, Крым) — крымскотатарский писатель-новеллист и редактор.

## Биография
Родился 20 ноября 1918 года в селе Тувак Алуштинского района (ныне село Рыбачье). Окончил сельскую начальную школу, а потом крымскотатарскую среднюю школу в 1939 году, поступил на факультет крымскотатарского языка и литературы Крымского педагогического института. По причине болезни, он был вынужден бросить институт и вернуться в село. В начале Великой Отечественной войны преподавал в сельской школе. В это же время Паши начал писать рассказы и повести.
Первый рассказ молодого писателя был опубликован в 1939 году в Алуштинской районной газете «Ленинский путь». Будучи во время войны в селе, Ибраим Паши был депортирован в Среднюю Азию, и после этого работал на строительных работах электриков, арматурщиком и монтажником.
В 1965 году Ибраим Паши был приглашен в издававшуюся в Узбекистане на крымскотатарском языке газету «Ленинское знамя» («Ленин байрагъы»). Сначала он работал литературным сотрудником, впоследствии до 1984 года был заведующим литературным отделом газеты.
В 1993 году вернулся в Крым. С 1994 года Ибраим Паши стал членом Национального Союза писателей Украины. Умер в 2008 году в Крыму.
Супруга — Зейнеб Мураметова (скончалась в 2020 году).

## Творчество
Ибраим Паши известен как прозаик. Автор сборников: «Цветок и кровь» («Чечек ве къан»), «По велению сердца» («Юрек эмиринен»), «Звездные ночи» («Йылдызлы геджелер»), «Одна неделя» («Бир афта»), «Золотые краски» («Алтын боялар»), «Живая мишень» («Джанлы нишан»), «Разорванная цепь» («Узюльген зынджыр»).